# Tridentinische Messe

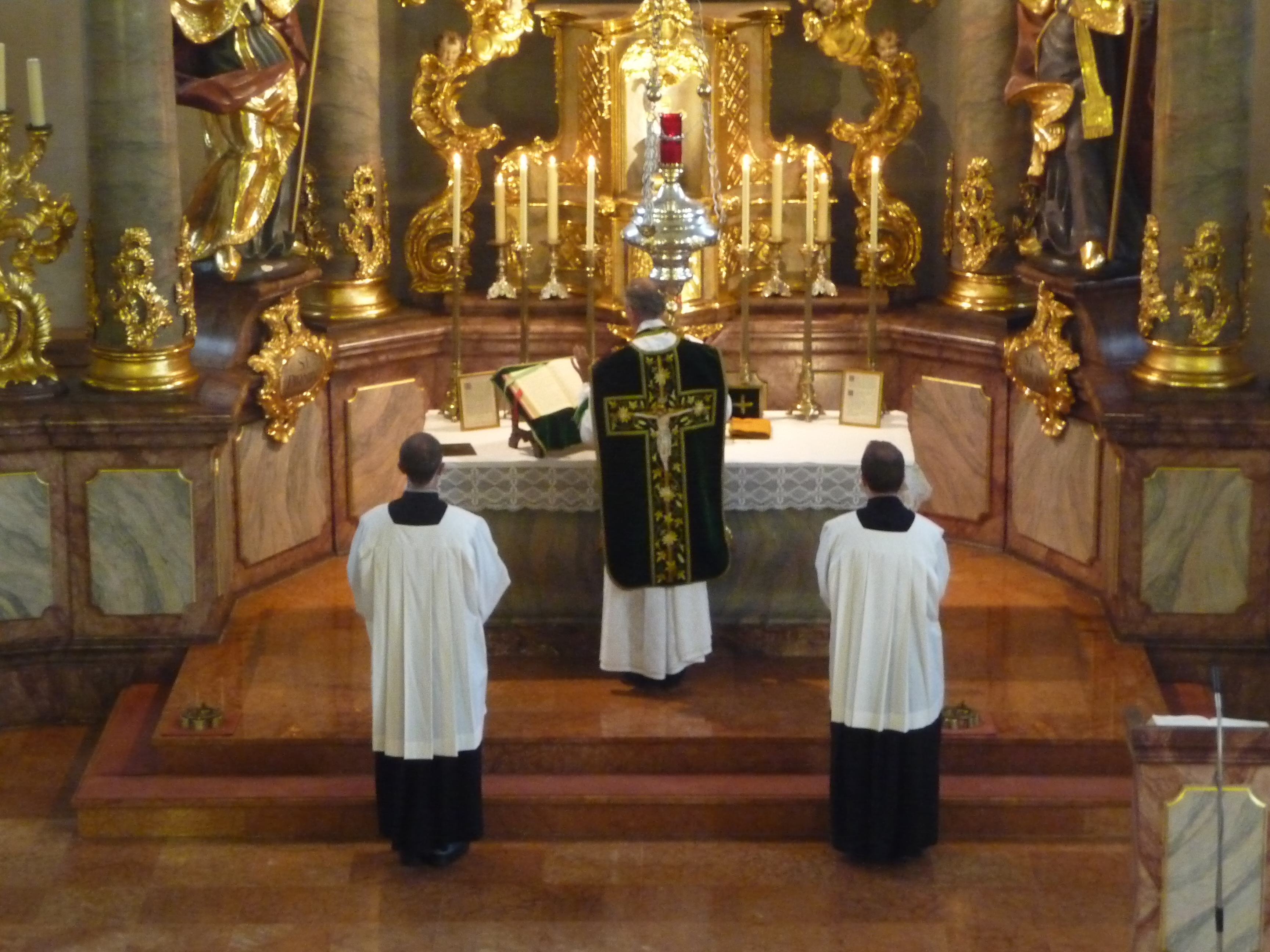
Tridentinische Messe, Diözese Speyer (2009)

Als tridentinische Messe wird in nichtfachlicher Ausdrucksweise die Feier der heiligen Messe im Römischen Ritus gemäß dem Missale Romanum von 1570 oder einer der nachfolgenden Ausgaben bis einschließlich der Editio typica von 1962 bezeichnet. Innerhalb der römisch-katholischen Kirche wird bei solchen tridentinischen Messfeiern in aller Regel die letzte Fassung („1962er-Ritus“) gebraucht, die die Liturgiereformen durch die Päpste Pius XII. und Johannes XXIII. einschließt, die liturgischen Veränderungen infolge des Zweiten Vatikanischen Konzils unter Papst Paul VI. jedoch nicht mitvollzieht. In Ausnahmefällen wird auch die Editio Typica 1955 verwendet, wie z. B. im Kloster Maria Engelport (Institut Christus König und Hohepriester).
Die Bezeichnung „tridentinisch“ leitet sich vom Konzil in Trient, dem Concilium Tridentinum, im 16. Jahrhundert ab, nach dessen Abschluss das erneuerte Missale Romanum erschienen war (tridentinischer Ritus). Die Liturgie von 1962 galt mit wenigen Änderungen seit 2007 als Usus extraordinarius Ritūs Romani, als „außerordentliche Form“, d. h. Sonderbrauch, des Römischen Ritus. Am 16. Juli 2021 erklärte Papst Franziskus im Motu proprio Traditionis custodes, dass die von den Päpsten seit Paul VI. und Johannes Paul II. herausgegebenen Fassungen der liturgischen Bücher „einziger Ausdruck der lex orandi des Römischen Ritus“ seien. Die tridentinische Messe darf nun nur noch unter eng gefassten Auflagen, namentlich mit Erlaubnis des Ortsbischofs, gefeiert werden, so etwa nicht in Pfarrkirchen.

## Geschichte

### Bis Papst Pius XII.

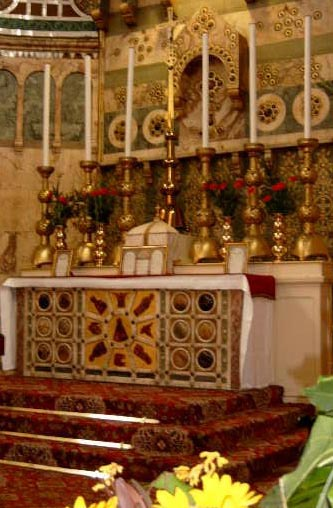
Für die Feier einer tridentinischen Messe vorbereiteter Hochaltar

Im Gefolge und im Auftrag des Konzils von Trient wurde unter Papst Pius V. das Missale Romanum als verbindliches Messbuch für jene Diözesen und Orden mit römischem Ritus herausgegeben, die nicht nachweislich über alte eigene Traditionen verfügten. Das posttridentinische Missale Romanum erschien erstmals 1570 in drei nicht völlig textidentischen Drucken. An seiner Stelle durften weiterhin auch die liturgischen Bücher jener Gottesdienstordnungen benutzt und gedruckt werden, die zum damaligen Zeitpunkt älter als 200 Jahre waren, nämlich bestimmte Liturgien von Diözesen und Orden. In Deutschland traf dies beispielsweise auf die Bistümer Trier und Köln sowie die Dominikaner zu. Solches Sonderrecht galt nicht für Benutzer der Römischen Messbücher, in Rom sowie andernorts, und ging definitiv verloren, sobald in einem bislang von der Geltung ausgenommenen Bereich das Missale Romanum eingeführt worden war. Übersetzungen aus dem Lateinischen, auch zum gottesdienstlichen Gebrauch, waren gestattet. Der altslawische Ritus, eine Variante des Römischen Ritus, blieb in Geltung. Die seit dem 14. Jahrhundert übliche Feier in armenischer Sprache wurde 1715 erneut approbiert. Papst Urban VIII. erlaubte 1624 für den Iran die Messfeier nach römischem Brauch in arabischer Übersetzung, die Propagandakongregation 1895 für die abessinischen Katholiken in äthiopischer Sprache.
Nach der Bulle Quo primum von Papst Pius V. vom 14. Juli 1570 wurden bei der Redaktion des neuen „Missale Romanum“ die ältesten damals verfügbaren Handschriften und gedruckten Messbücher herangezogen, um eine Fassung „nach der Norm der Väter“, also der Kirchenväter und Theologen der vorreformatorischen Zeit, wiederherzustellen. Die Arbeiten begannen 1563 in Trient und wurden ab 1564 in Rom fortgeführt. Die Aufgabe wurde „ausgewählten Gelehrten“ übertragen. Ihre liturgiegeschichtlichen Kenntnisse waren gering. Die Schriften des Pseudo-Dionysius Areopagita (um 500) z. B. galten als echt, die darin beschriebenen Gottesdienste als Zeugnisse apostolischer Zeit. Inhaltlich handelt es sich bei dem von Papst Pius V. veröffentlichten Missale Romanum um eine redaktionell deutlich verbesserte Neufassung des Missale curiae; dieses war das um 1220 zusammengestellte Messbuch der päpstlichen Palastkapelle, dessen Erstdruck aus dem Jahr 1474 datiert; darin fehlten noch die Rubricae generales und der Ritus servandus. Näherhin verwendete Kardinal Guglielmo Sirleto einen Venediger Missale-Druck von 1497. Sein Arbeitsexemplar ist in der Vatikanischen Bibliothek erhalten (Inc. IV.29).
Gestrichen wurde 1570 eine ganze Reihe von Texten, darunter einige Präfationen, an denen berechtigt Anstoß genommen werden konnte. Vollständig beseitigt wurden die Bestimmungen zur Missa Sicca. Neuerungen waren insbesondere die große Elevation von Hostie und Kelch sowie das Schlussevangelium. Das Missale von 1570 kennt zwei normative Beschreibungen des Ablaufs der Feier:
1. Der „Ordo missae“ stellte eine jüngere römische Version des sogenannten Rheinischen Typs (Incipit „Sacerdos paratus“) aus dem 11. Jahrhundert dar.
2. Der „Ritus servandus in celebratione missae“ ging auf den päpstlichen Zeremonienmeister Johannes Burckard aus Straßburg (1450–1506) zurück und war von diesem 1502 in zweiter Auflage publiziert worden.

Die Ostung des Gebäudes oder eine bestimmte Zelebrationsrichtung, versus populum bzw. versus apsidem, wurde nicht vorgeschrieben.
Ein Ziel der Vereinheitlichung und der verbindlichen Festlegung der Liturgie war es, Missbräuche von Katholiken zu beseitigen, künftige zu verhindern sowie protestantische Einflüsse fernzuhalten. Der so genannte tridentinische Ritus verstand sich als Antwort der katholischen Reform auf die evangelische Reformation. Martin Luther betonte das Priestertum aller Gläubigen; die katholische Kirche überantwortete den Gottesdienst in besonderer Weise dem Priester unter starker Reduzierung der Beteiligung der Laienchristen.
Das Missale Romanum wurde unter den nachfolgenden Päpsten mehrfach durchgehend revidiert sowie den Erfordernissen der jeweiligen Zeit angepasst, beispielsweise neue Feste in den liturgischen Kalender des Kirchenjahres eingefügt und entsprechende Messformulare erstmals geschaffen. Außerdem wurden nicht nur zwischenzeitlich durch verschiedene Verlage eigenmächtig vorgenommene Änderungen an der Fassung Pius’ V. beseitigt, sondern diese unter Beiziehung weiterer liturgie- und kirchengeschichtlicher Quellen verbessert (vgl. die Bulle Cum sanctissimum Papst Clemens’ VIII. von 1604). Die gleich bleibenden Texte der heiligen Messe (Ordinarium Missae) blieben dabei bis 1960/65 weitgehend unverändert. Die erfolgten Veränderungen beziehen sich überwiegend einerseits auf die Rubriken (auch im Ordo Missae), und andererseits auf das Proprium Missae, das heißt auf die veränderlichen, besonders die biblischen, Texte der Messfeier. Längerfristige Stabilität erlangte das Missale Romanum erst mit Papst Urban VIII. (1634). In der Folgezeit wurden zahlreiche neue Feste eingefügt, im 20. Jahrhundert, noch vor dem Zweiten Vatikanischen Konzil, auch neue Präfationen aufgenommen.
Überarbeitete Ausgaben des sogenannten „tridentinischen“ Missale Romanum wurden beispielsweise 1604, 1634, 1888 (durch Leo XIII., gedruckt in Regensburg), 1920 („a Pio X. reformatum“), 1955 und 1962 veröffentlicht. Die Neuerungen im reformierten Missale Papst Pius’ X., das ab 1917 gedruckt sowie 1920 vollendet und approbiert wurde, waren so zahlreich, dass darüber ein eigenes Buch erschien.

### Unter Papst Pius XII. und Papst Johannes XXIII.
Eine tiefgreifende Änderung des Missale Romanum noch vor der Liturgiereform des Zweiten Vatikanischen Konzils bildet die unter Papst Pius XII. durchgeführte Neuordnung der Liturgie der Osternacht und der Karwoche. Deren Vorbild war die Klassische Römische Liturgie, nicht die Kurialliturgie des späten Mittelalters. Die durch Pius XII. erneuerte Ordnung wurde alleinige Vorschrift, die zuvor übliche „tridentinische“ Form nicht länger erlaubt (Dekret der Ritenkongregation vom 20. November 1955: ad omnibus … in posterum unice adhibendam).
1962er-Form des Missale Romanum
Die Zelebrationsvorschriften des bisherigen Missale Romanum insgesamt wurden 1960 durch den unter Pius XII. erarbeiteten Codex Rubricarum abgelöst und dementsprechend in der als Interimsausgabe gedachten Editio typica von 1962 neugefasst (Missale Pianum saec. XX). Mit seinem Motu proprio Rubricarum instructum schrieb Papst Johannes XXIII. die Verwendung des dieserart neugestalteten Missale Romanum bis zu der von ihm im selben Dokument angekündigten allgemeinen Liturgiereform durch das bevorstehende Zweite Vatikanische Konzil vor und setzte die früheren Rubricae generales des Missale Romanum mit Wirkung vom 1. Januar 1961 außer Kraft. Gleichzeitig widerrief Johannes XXIII. ausdrücklich jegliche entgegenstehenden Privilegien, Indulte und Bräuche etiam saecularia et immemorabilia (d. h., auch wenn seit Jahrhunderten oder seit unvordenklichen Zeiten bestehend). Auch nahm er eine Veränderung im Kanon vor, indem er im Herbst 1962 den hl. Josef, den Schutzpatron der katholischen Kirche, in den Messkanon einfügte. Diese 1962er-Form der Messfeier wurde während des Zweiten Vatikanischen Konzils zelebriert und stand den Konzilsvätern bei ihrem Beschluss einer umfassenden Reform der katholischen Liturgie vor Augen.

### Liturgiereform
Die vom Zweiten Vatikanischen Konzil angeordnete Erneuerung („instauratio“) der Liturgie, darunter der Messordnung (Ordo Missae) und des Missale Romanum, erfolgte in mehreren Schritten zwischen 1964 und 1970, analog zu der 1951 bis 1957 unter Papst Pius XII. durchgeführten Neuordnung der Liturgie der Osternacht und der Karwoche. Noch während des Zweiten Vatikanischen Konzils, am 27. Januar 1965, wurde, unter gleichzeitiger Ankündigung einer Generalrevision des Missale Romanum, eine Neufassung der gesamten Zelebrationsvorschriften veröffentlicht, die die entsprechenden Teile des Messbuchs Johannes’ XXIII. von 1962 rechtswirksam ersetzte:
- Ordo Missae. Ritus servandus in celebratione Missae. De defectibus in celebratione Missae occurentibus. Editio typica. Typis Polyglottis Vaticanis 1965.

Die Liturgie von 1962, der heutige usus extraordinarius, ist folglich nicht die bis 1970 übliche Form der Liturgie, sondern jene, die vor der Liturgiekonstitution „Sacrosanctum Concilium“ sowie vor der verbindlichen Neuordnung der Messfeier vom Jahr 1965 üblich war.
Papst Paul VI. führte die Beschlüsse des Zweiten Vatikanischen Konzils konsequent aus und ordnete am Gründonnerstag, dem 3. April 1969, die Veröffentlichung der insgesamt erneuerten Messordnung (Ordo Missae, Gemeindemesse) mit einer Neuausgabe des Missale Romanum (erschienen 1970) an. In der Apostolischen Konstitution Missale Romanum erklärte Paul VI.:

„Unsere Anordnungen und Vorschriften sollen jetzt und in Zukunft gültig und rechtskräftig sein, unter Aufhebung jedweder entgegenstehender Konstitutionen und Verordnungen Unserer Vorgänger sowie aller übrigen Anweisungen, welcher Art sie auch seien.“

Damit war die bisher gültige Fassung der Messordnung von 1965 durch die heutige Normalform ersetzt. Infolgedessen gestatteten der Papst und fast alle Bischöfe die Verwendung der „alten“ Messordnung nicht länger für Gottesdienste mit Gemeinden (cum populo), sondern lediglich als Ausnahme für Privatmessen. Bischof Antônio de Castro Mayer (1904–1991, 1988 exkommuniziert) führte die erneuerten liturgischen Bücher der römisch-katholischen Kirche in seinem Bistum Campos in Brasilien nicht ein. Daneben lehnte sie der emeritierte Erzbischof Marcel Lefebvre (1988 exkommuniziert) für die von ihm gegründete Priesterbruderschaft St. Pius X. ab. Der Altbischof Salvador Lazo y Lazo lehnte für seine Person seit 1998 die Benutzung des Missales Papst Pauls VI. ab. Die erneuerte Form des römischen Ritus brachte eine Vereinfachung des Ablaufes und förderte vor allem die aktive Teilnahme der Laien am Gottesdienst. Schon 1965 eingeführt worden war die Erlaubnis, die Messe in der jeweiligen Volkssprache zu halten, was ab 1970 zur gewöhnlichen, aber nicht alleinigen Praxis im Gemeindegottesdienst wurde. Zudem wurden im Missale Romanum für etliche Texte des Ordinariums, auch das Hochgebet, mehrere Formulare zur Auswahl angeboten.
Die Liturgiereform Papst Pauls VI., die in Ausführung der Bestimmungen von Sacrosanctum Concilium geschah, wurde von Befürwortern und den Gegnern als Einschnitt empfunden, da sie eine erneuerte Messordnung nach dem Vorbild der Klassischen Römischen Liturgie mit sich brachte.

### 1980er-Jahre
Da es weiterhin manche Priester und Gläubige gab, die die frühere Weise der Messfeier, den sog. tridentinischen Ritus, bevorzugten, gestattete Papst Johannes Paul II., nach einer Umfrage der Gottesdienstkongregation, 1981 den Diözesanbischöfen, diesen Priestern und Gläubigen aus pastoralen Gründen die Genehmigung zu erteilen, sogenannte Indultmessen nach dem Römischen Messbuch von 1962 zu feiern. Das Schreiben Quattuor abhinc annos der Gottesdienstkongregation vom 3. Oktober 1981 erlaubt den Diözesanbischöfen eine solche Genehmigung unter folgenden Bedingungen: Priester und Gläubige, die eine solche Genehmigung anstreben, mussten öffentlich und zweifelsfrei klarstellen, dass sie die Legitimität und die Exaktheit der Glaubenslehre des von Papst Paul VI. promulgierten Römischen Messbuches nicht in Frage stellen; die Messen nach älterem Brauch durften nur für solche Gruppen angeboten werden, die darum ersuchten, und nur in Kirchen und Kapellen und zu Zeiten stattfinden, die der Bischof für angebracht hielt. Diese Messfeiern mussten gemäß dem Messbuch von 1962 und in Latein stattfinden. Texte und Riten verschiedener Messbuchausgaben durften nicht vermischt werden, auch nicht für die biblischen Lesungen. Der Bischof musste die Kongregation über die von ihm an solche Priester und Gläubige gemachten Zugeständnisse informieren.
Nach der Exkommunikation Marcel Lefebvres wegen unerlaubter Bischofsweihen veröffentlichte Papst Johannes Paul II. am 2. Juli 1988 das Motu Proprio Ecclesia Dei Adflicta, in dem er alle Katholiken, die bisher in irgendeiner Weise mit der Bewegung des Erzbischofs Lefebvre in Verbindung standen, aufforderte, diese nicht weiter zu unterstützen. Er bot „all jenen katholischen Gläubigen, die sich an einige frühere Formen der Liturgie und Disziplin der lateinischen Tradition gebunden fühlen“, an, ihnen „die kirchliche Gemeinschaft leicht zu machen, durch Maßnahmen, die notwendig sind, um die Berücksichtigung ihrer Wünsche sicherzustellen.“ Um dieses pastorale Ziel zu erreichen, sollten die im Schreiben Quattuor abhinc annos herausgegebenen Richtlinien zum Gebrauch des Römischen Messbuchs von 1962 „weit und großzügig angewandt werden“.
Am 18. Oktober 1988 erteilte die daraufhin eingesetzte Päpstliche Kommission Ecclesia Dei durch ein Dekret den Mitgliedern der 1988 von der Lefebvrebewegung abgespaltenen Priesterbruderschaft St. Petrus sowie den Gästen ihrer Häuser und Kirchengebäude die Erlaubnis, jene liturgischen Bücher zu gebrauchen, die 1962 in Geltung waren. Eine solche Erlaubnis wurde später auch weiteren Gruppierungen erteilt.
Die damit gegebene Erlaubnis zur Feier der Liturgie von 1962 wurde allein seelsorglich begründet, beinhaltete daher keine Distanzierung von der Liturgiereform des Zweiten Vatikanums und keine Kritik an ihrer Ausführung durch Papst Paul VI. in Gestalt der durch ihn veröffentlichten liturgischen Bücher, hier des Missale Romanum von 1970.

### Usus extraordinarius des römischen Ritus (2007–2021)

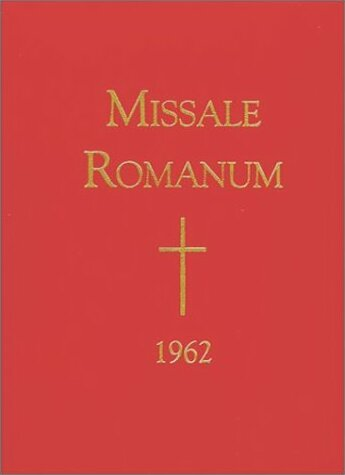
Neudruck des Missale Romanum von 1962

#### Summorum Pontificum(2007)

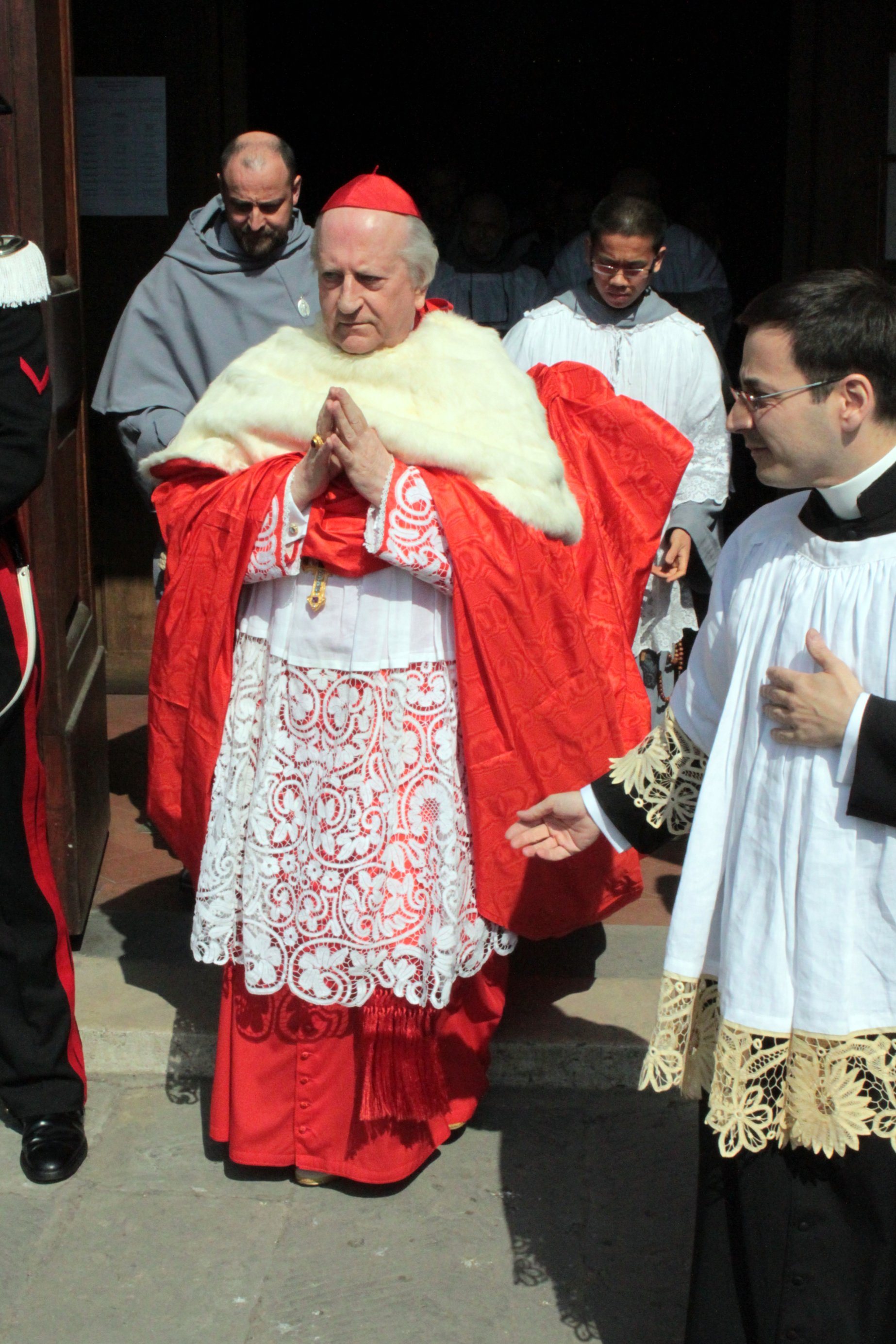
Kardinal Franc Rodé mit Winter-Cappa-Magna 2010 bei den Franziskanern der Immakulata.

Papst Benedikt XVI. veröffentlichte am 7. Juli 2007 das Motu proprio Summorum Pontificum, in dem er unter anderem die Messfeier nach dem Missale Romanum von 1962 (ohne die Neufassung der Messordnung von 1965, aber auch nicht in einer älteren Version als die von 1962) als außerordentliche Form der Messfeier im römischen Ritus in gewissen Grenzen zuließ. Das Motu proprio trat am Fest der Kreuzerhöhung 2007 in Kraft und ersetzt die Regelungen von Quattuor abhinc annos und Ecclesia Dei. Von der römischen Kurie wurde diese Form der Messfeier als Usus extraordinarius Ritus Romani bezeichnet, das heißt als ein außerordentlicher Brauch innerhalb des Römischen Ritus.
In einem Begleitbrief stellte Papst Benedikt XVI. klar, „dass selbstverständlich das von Papst Paul VI. veröffentlichte und dann in zwei weiteren Auflagen von Johannes Paul II. erneut herausgegebene Missale die ordentliche Form – die forma ordinaria – der Liturgie der heiligen Eucharistie ist und bleibt.“ Die jüngste dem Konzil vorausgehende Fassung des Missale Romanum, die unter der Autorität von Papst Johannes XXIII. 1962 promulgiert wurde, könne demgegenüber als forma extraordinaria der liturgischen Feier Verwendung finden. Weiterhin stellte er fest, dass es nicht angebracht sei, von diesen Fassungen des Römischen Messbuches als von „zwei Riten“ zu sprechen. Es handle sich vielmehr um einen besonderen Usus („Gebrauch, Anwendung, Umgang“) innerhalb des römischen Ritus.
Im Einzelnen war der „1962er Ritus“ als Usus extraordinarius nun allgemein erlaubt:
- katholischen Priestern – außer von Gründonnerstag bis Ostersonntag – für die Privatmesse (missa sine populo),[11] die auch sich spontan einstellende Gläubige mitfeiern dürfen,[12]
- für Ordensgemeinschaften auf ihren Wunsch in der Konventsmesse in den eigenen Kirchengebäuden,[13]
- für Pfarreien für Nebengottesdienste, wenn dort eine stabile Versammlung von Anhängern des „1962er-Ritus“ vorhanden ist, und
- für besondere Anlässe wie Trauungsmessen und kirchliche Begräbnisfeiern, Wallfahrts- oder andere Messen.[14]

Nach Ermessen des zuständigen Pfarrers oder Kirchenrektors können aus pastoralen Gründen auch bei der Feier der Taufe, der Trauung, des Bußsakraments und der Krankensalbung die Formen des älteren Rituales angewendet werden. Nach Ermessen des Bischofs gilt entsprechendes für die Firmung. Generell erlaubt wird die Verwendung des älteren Breviers für das Stundengebet. Bedingung für die Verwendung des „1962er-Ritus“ ist, dass der zelebrierende Priester mit der lateinischen Sprache und den Riten der Liturgie von 1962 hinreichend vertraut war und für seine Person die Feier mit den liturgischen Büchern der ordentlichen Form (forma ordinaria) des Römischen Ritus nicht grundsätzlich ausschloss.
Im Rahmen dieser Bestimmungen konnten stabile Gruppen von Gläubigen vom Bischof die Feier der Liturgie in der älteren Form erbitten. Konnte der Bischof ihren Wunsch nicht erfüllen, war die Angelegenheit von ihm der zuständigen Kurienbehörde, der Päpstlichen Kommission „Ecclesia Dei“, vorzutragen. Diese erhielt umfassende Vollmachten für die Organisation dieses „besonderen Brauchs des römischen Ritus“. Unter Auflösung der bisherigen Kommission "Ecclesia Dei" wies Papst Franziskus deren Kompetenzen im Januar 2019 der Kongregation für die Glaubenslehre zu.
Vom Bischof konnten entsprechende Personalpfarreien errichtet werden, wie etwa 2006 in Bordeaux mit dem Institut du Bon Pasteur und 2008 in der historischen Kirche Santissima Trinità dei Pellegrini in Rom.
Die Hochschätzung der tätigen und bewussten Teilnahme der Christgläubigen am Gottesdienst der Kirche sollte auch nach Summorum Pontificum nicht gemindert werden. Eine bestimmte Gestaltung der Altäre, der liturgischen Gefäße und Gewänder war durch das Dokument nicht vorgeschrieben, die Feier an einem freistehenden Altar, auch versus populum, wird weiterhin nicht ausgeschlossen. Die Lesungen in der Gemeindemesse (missa cum populo) durften auch in der Volkssprache vorgetragen werden. Die im Missale von 1962 enthaltene Formulierung der Karfreitagsfürbitte für die Juden wurde von Papst Benedikt XVI. durch eine ab 2008 (allein für die Sonderform) vorgeschriebene Neuformulierung ersetzt. Auch die „Liturgie von 1962“ sollte demnach eine Liturgiereform erfahren, doch in einer anderen Weise, als sie für die ordentliche Form durch die Päpste Paul VI. und Johannes Paul II. durchgeführt wurde. Dies belegt auch die Art der Veränderung der Judenfürbitte: der vorkonziliare Text wurde abgeschafft, aber nicht die durch Paul VI. 1970 eingeführte (lateinisch vorliegende) Fassung der Normalform übernommen, sondern eigens ein neues Sonderformular geschaffen.
Die von Papst Paul VI. 1968 mit dem Motu proprio Pontificalia insignia verfügte Vereinfachung der Pontifikalien fand in der Sonderform keine Beachtung. In einem Schreiben vom 19. Mai 2011 teilte die zuständige Päpstliche Kommission Ecclesia Dei mit, dass weibliche Messdiener in der außerordentlichen Form nicht eingesetzt werden könnten. Die Kommission berief sich dabei auf Nummer 28 ihrer Instruktion Universae Ecclesiae.
In der katholischen Kirche gibt es etwa 30 Ordens- oder ordensähnliche Gemeinschaften, die nach den älteren Vorschriften den Indult hatten, die heilige Messe in der älteren Form zu feiern. Dazu gehören die in Wigratzbad ansässige Priesterbruderschaft St. Petrus und das Institut Christus König und Hohepriester. In der deutschen Trappistenabtei Mariawald in Heimbach (Eifel) wurde 2008 auf Betreiben des Abtes Josef Vollberg die Liturgie in der außerordentlichen Form eingeführt; dies führte jedoch zu einer Spaltung des Konvents, da die Mehrzahl der Mönche an der Feier der ordentlichen Form des römischen Ritus festhielt und auf diese Weise zwei Liturgieformen nebeneinander bestanden. Die Abtei wurde am 15. September 2018 aufgehoben, nachdem die Zahl der Mönche unter 10 gesunken war.
Schon 1996 äußerte der damalige Kardinal Ratzinger im Gespräch mit dem Journalisten Peter Seewald: „Wer sich heute für den Fortbestand der alten Liturgie einsetzt oder an ihr teilnimmt, wird wie ein Aussätziger behandelt: hier endet jede Toleranz. Derlei hat es in der ganzen Geschichte nicht gegeben, man ächtet damit die ganze Vergangenheit der Kirche.“ Im Gegenzug verlangte Papst Benedikt XVI. im Begleitschreiben zu „Summorum Pontificum“ von Anhängern der „alten Liturgie“ die „Anerkennung des Wertes und der Heiligkeit des Ritus in seiner erneuerten Form“.
Einen abschließenden Schritt zur Erfüllung der von Papst Benedikt XVI. angekündigten Einfügung neuer Heiligenfeste und einiger Präfationen, so die Angaben des Vatikans, vollzog die seit 2019 zuständige Glaubenskongregation durch zwei auf den 22. Februar 2020 datierte und am 25. März 2020 veröffentlichte Dekrete: Quo magis, durch das sieben im Missale von 1962 bislang fehlende Präfationen approbiert werden, und Cum sanctissima, das ermöglicht, auch das Gedenken der nach 1960 kanonisierten Heiligen liturgisch zu feiern, sofern es gewünscht wird. Dabei wurde auch die Einordnung dieser Feste in der liturgischen Rangordnung festgelegt. Die vier Präfationen de Angelis (von den hl. Engeln), de Sancto Ioanne Baptista (vom hl. Johannes dem Täufer), de Martyribus (von den hl. Märtyrern) und de Nuptiis (bei der Feier der Trauung) wurden in teilweise modifizierter Fassung aus dem Messbuch der forma ordinaria herübergenommen, drei zusätzliche – de Dedicatione ecclesiæ (zur Kirchweihe), de Omnibus Sanctis et Sanctis Patronis (von allen Heiligen und den heiligen Patronen) und de Sanctissimo Sacramento (vom Allerheiligsten Sakrament) – waren bisher nur auf Regionen in Belgien und Frankreich beschränkt. Damit sind die Arbeiten an den liturgischen Büchern durch die ehemalige Päpstliche Kommission Ecclesia Dei zum Abschluss gelangt.

#### Traditionis custodes(2021)
Am 16. Juli 2021 entschied Papst Franziskus in seinem Motu proprio Traditionis custodes und einem ausführlichen Begleitschreiben, dass die seit den Päpsten Paul VI. und Johannes Paul II. herausgegebenen Fassungen der liturgischen Bücher „die einzige Ausdrucksform der lex orandi des Römischen Ritus“ sind. Die zeitweilige Unterscheidung einer ordentlichen und einer außerordentlichen Form des Römischen Ritus bezeichnete der Liturgiewissenschaftler Martin Klöckener als „Hilfskonstruktion [...], die es nie zuvor in der Geschichte der Liturgie gegeben hatte“. Die Feier der sog. Tridentinischen Messe wird nur noch in Einzelfällen geduldet und ist an bestimmte eng gefasste Bedingungen geknüpft.
Ausschließlich der Diözesanbischof (vgl. aber Änderung 2023 unten) habe „als Leiter, Förderer und Wächter des gesamten liturgischen Lebens in der ihm anvertrauten Teilkirche“ (TC, Art. 2) die Kompetenz, den Gebrauch des Missale Romanum von 1962 in seiner Diözese zu genehmigen sowie Orte und Tage für die Feier der heiligen Messe nach diesem Missale festzulegen. Pfarrkirchen stehen dafür nicht zur Verfügung.
Es werden keine neuen Gruppen mehr gegründet und keine neuen Personalpfarreien mehr errichtet, in denen die alte Form praktiziert wird. Bestehende Personalpfarreien sollen nur beibehalten werden, wenn ihre tatsächliche Nützlichkeit für das geistliche Wachstum geprüft wurde. Priester, die Privatmessen nach dem Missale Romanum von 1962 zelebrieren wollen, bedürfen der Genehmigung des Bischofs.
Der Papst begründete die Entscheidung mit der Beobachtung, dass bei vielen Befürwortern der Tridentinischen Messe ein enger Zusammenhang bestehe zwischen der „Wahl der Feiern nach den liturgischen Büchern vor dem Zweiten Vatikanischen Konzil und der Ablehnung der Kirche und ihrer Institutionen im Namen dessen, was sie für die ‚wahre Kirche‘ halten. Das ist ein Verhalten, das der Gemeinschaft widerspricht und jenen Drang zur Spaltung nährt“; der „instrumentelle Gebrauch des Missale Romanum von 1962“ durch die Verfechter der alten Messe sei „durch eine wachsende Ablehnung nicht nur der Liturgiereform, sondern auch des Zweiten Vatikanischen Konzils gekennzeichnet“ und werde begründet mit der unhaltbaren Behauptung, das Konzil habe „die Tradition und die ‚wahre Kirche‘ verraten“.
Gleichzeitig kritisierte der Papst auch Missbräuche bei der Feier der heiligen Messe nach der vom Konzil erneuerten Liturgie, etwa dass die Vorschriften des neuen Missale „als Erlaubnis oder gar Verpflichtung zur Kreativität verstanden“ würden und zu Deformationen geführt habe, „die an der Grenze des Erträglichen liegen“; er zitiert dabei eine Einschätzung seines Vorgängers Benedikt XVI.
Vorausgegangen war 2020 eine Umfrage der Glaubenskongregation zur vorkonziliaren Messe weltweit, bei der die Bischöfe nach „positiven oder negativen Aspekten“ der vorkonziliaren Messe befragt wurden. Franziskus bezog sich in seinem Begleitschreiben ausdrücklich auf diese Konsultation und konstatierte, die in Summorum Pontificum von Benedikt XVI. angebotene Möglichkeit, „die Einheit des kirchlichen Leibes in Bezug auf die verschiedenen liturgischen Empfindlichkeiten wiederherzustellen“, sei dazu benutzt worden, „die Distanzen zu vergrößern, die Unterschiede zu verhärten, Gegensätze aufzubauen, die die Kirche verwunden und ihren Fortschritt behindern und sie der Gefahr der Spaltung aussetzen“.
Bezugnehmend auf die Auseinandersetzungen zwischen kirchlichen „Traditionalisten“ und „Progressisten“ im Anschluss an Traditionis custodes rief der römische Kirchenhistoriker und Kardinal Walter Brandmüller im Dezember 2021 in einem Beitrag für Die Tagespost zu Toleranz und gegenseitigem Respekt auf; eine „Messe aller Zeiten“ habe es nie gegeben; im Verlauf der Jahrhunderte hätten sich in den verschiedenen geographischen und kulturellen Räumen jeweils eigene Riten ausgebildet, die in ihrer liturgischen Gestalt verschieden, im Kern jedoch identisch seien. Allerdings könne auch Wandel nicht übers Knie gebrochen werden, sondern müsse organisch wachsen. Bei der Liturgie sei nicht die äußere Form entscheidend, sondern mit welcher „Gewissenhaftigkeit, Sorgfalt, Andacht und Würde“ die heilige Messe gefeiert werde.
Am 21. Februar 2023 entschied der Papst, dass die Dispens von einigen Regeln wie die Feier solcher Messen in Pfarrkirchen und die Errichtung entsprechender Personalpfarreien nur noch der Vatikan erteilen könne, und zwar das Dikasterium für den Gottesdienst. Gleiches gelte für die Sondererlaubnis für einzelne Priester, sofern sie nach dem 16. Juli 2021 geweiht wurden. Zur Begründung der von ihm erlassenen Einschränkungen erklärte er im Mai 2023, er habe gesehen, „dass die guten pastoralen Maßnahmen, die von Johannes Paul II. und Benedikt XVI. ergriffen wurden, ideologisch genutzt wurden, um rückwärts zu gehen“; diese Rückwärtsbewegung, die nicht in der pastoralen Vision seiner Vorgänger enthalten gewesen sei, müsse gestoppt werden.
Der Präfekt des Gottesdienstdikasteriums, Kardinal Arthur Roche, sagte in einem Interview im März 2025, die Zahl derer, die die Messe in ihrer Form vor der Liturgiereform feierten, sei weltweit sehr gering, aber ihre Verteidiger seien besonders lautstark.

#### Aktuelle Terminologie
Die von Papst Benedikt XVI. eingeführten Bezeichnungen „ordentliche“ und „außerordentliche Form des römischen Ritus“ gelten als durch Traditionis custodes abgeschafft. Eine einheitliche Terminologie für die „Feier der heiligen Messe nach dem Missale Romanum von 1962“ bildet sich noch heraus. Das Erzbistum Freiburg, das zum 1. November 2021 als erstes deutsches Bistum ein Ausführungsdekret zu Traditionis Custodis in Kraft setzte, verwendete darin die Bezeichnung ordo vetus („alte (Mess-)Ordnung“), aus dem „Koordinator für die außerordentliche Form des römischen Ritus“ wird in Freiburg der „Erzbischöfliche Delegat für die Feier der Heiligen Messe nach dem Missale Romanum von 1962“.

## Gliederung der „tridentinischen Messe“

Aufbau der tridentinischen Messe mit Altarpositionen und Bedeutung

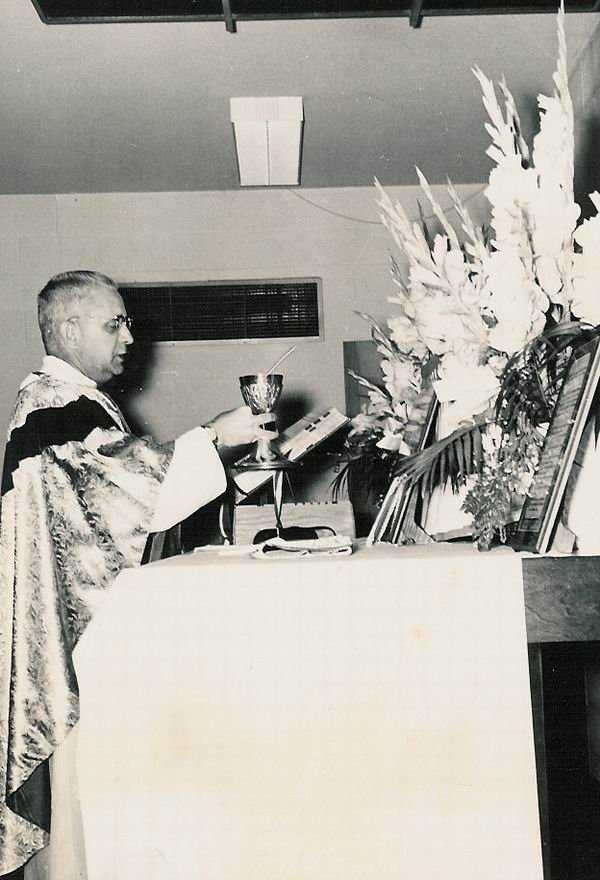
Darbringung des Kelches

- Vorbereitungsgebet
Asperges (Das Asperges bzw. in der Osterzeit stattdessen das Vidi aquam wird nur an Sonntagen gesungen und ist nicht Bestandteil der heiligen Messe, weshalb der Priester nicht das Messgewand, sondern das Pluviale über Albe und Stola trägt.)
Stufengebet (Es wird vor den Altarstufen und bevor der Priester feierlich an den Altar tritt gesprochen. Zuvor legt er, sofern Asperges oder Vidi aquam stattfanden, das Pluviale ab und hierauf Kasel und Manipel an.)
Psalm (Judica)
Schuldbekenntnis mit Vergebungsbitte (Confiteor)

Vormesse
- Gebetsgottesdienst
Introitus
Kyrie
Gloria
Oratio
- Lehrgottesdienst
Epistola oder Lectio (Lesung)
Zwischengesänge (Graduale, Hallelujalied, Tractus, Sequenz)
Evangelium
Predigt oder Homilie: An dieser Stelle wird die heilige Messe unterbrochen, da die Predigt nach dem Missale Romanum Pius’ V. – im Unterschied zum Missale Romanum Pauls VI. – nicht Bestandteil der Messe ist. Deutlich wird dies durch das Ablegen von Kasel und Manipel, welches der Priester vornimmt, bevor er nur mit Albe und Stola bekleidet, meist von der Kanzel aus, die Predigt hält. Eine Homilie ist an Ferialtagen („Werktagen“) nicht notwendig.
Credo (Glaubensbekenntnis)

Opfermesse
- Opferbereitung Darbringung des Kelches
Offertorium
Opferung des Brotes
Opferung des Kelches
Selbstaufopferung
Anrufung des Heiligen Geistes
Lavabo (Händewaschung)
Aufopferungsgebet zur allerheiligsten Dreifaltigkeit
Orate, fratres (Betet, Brüder)
Secreta (Stillgebet)
- Opferhandlung
Präfation
Sanctus
Canon Missae:
* Empfehlung der Opfergaben und Gedächtnis der Kirche (Te ígitur)
* Gedächtnis der Lebenden (Meménto, Dómine)
* Gedächtnis der Heiligen (Communicantes)
* Bitte um Annahme der Opfergaben (Hanc ígitur)
* Bitte um Wandlung der Opfergaben (Quam oblatiónem)
* Wandlung und Erhebung des Brotes (Einsetzungsbericht, Qui prídie)
* Wandlung und Erhebung des Weines (Símili modo)
* Gedächtnis des Erlösungswerkes Christi (Unde et mémores)
* Bitte um Annahme des Opfers (Supra quæ propítio)
* Bitte um unsere Einigung mit dem Opfer Christi (Súpplices te rogámus)
* Gedächtnis der Toten (Meménto étiam)
* Bitte um Gemeinschaft mit den Heiligen (Nobis quoque peccatóribus)
* Feierlicher Lobpreis Gottes (Doxologie, Per quem hæc ómnia)
* „Amen“ der Gemeinde
- Opfermahl
Pater noster (Vater Unser; Abschluss des Canons)
Embolismus (Weiterführung der letzten Vaterunser-Bitte)
Brotbrechung und Vermischung der heiligen Gestalten (dabei wird ein kleiner Partikel der Hostie in den gewandelten Wein gegeben)
Agnus Dei
Friedensgebete
Letzte Bitten vor Empfang der Kommunion (siehe: Kommuniongebet)
Kommunion des Priesters
Kommunion der Gläubigen
Communio
Postcommunio
- Entlassung
Ankündigung der Entlassung
Bitte um Annahme des Opfers
Segen
Schlussevangelium (aus dem Johannesevangelium. Meist wird der Anfang des Johannesevangeliums verwendet: „Im Anfang war das Wort …“)

## Arten der „tridentinischen Messe“
Es bestehen verschiedene Arten der tridentinischen Messe, die sich besonders hinsichtlich der äußeren Feier oder der Verpflichtung, kraft derer sie gefeiert werden müssen oder dürfen, unterscheiden, vor allem nach dem Grad der Feierlichkeit:
Die Missa pontificalis, das Pontifikalamt, ist eine Missa solemnis, die von einem Bischof oder einem das volle Privileg der Pontifikalien genießenden Priester, z. B. einem Abt, zelebriert wird. Dem Hauptzelebranten assistiert stets ein Diakon und ein Subdiakon, außerdem steht ihm gegebenenfalls ein Presbyter assistens zur Seite. Die gemeinschaftlichen Gesänge der Messfeier trägt ein Chor vor. Die von Diakon, Subdiakon oder Chor laut gesungenen Texte, auch die biblischen Lesungen, spricht der Hauptzelebrant vorher oder gleichzeitig leise lateinisch mit.
Die zweite Form ist die Missa solemnis, auch Hochamt genannt. Dieses ist eine vereinfachte Form des Pontifikalamtes für Priester ohne Pontifikalien, mit Gesang des Priesters und des Chores, Assistenz des Diakons und Subdiakons (daher auch als Levitenamt oder levitiertes Hochamt bezeichnet), mit Verwendung von Weihrauch und sonstiger äußerlicher Feierlichkeit. Die von Diakon, Subdiakon oder Chor laut gesungenen Texte spricht leise auch der Hauptzelebrant. Seit 1955 ist in den Messen der heiligen Woche auch eine Missa cum diacono (also ohne Subdiakon) zulässig, die vorher nur in einigen Ordensliturgien, z. B. dem Kartäuserritus, vorkam.
Drittens gibt es die Missa cantata (das Amt, volkstümlich auch „Hochamt“) mit Gesang des Priesters und des Chores, ohne Unterstützung durch Diakon und Subdiakon sowie an sich ohne Weihrauch (Weihrauch ist örtlich, z. B. im deutschen Sprachraum, aus langjähriger Gewohnheit zulässig). Im 20. Jahrhundert wurden lateinische Antworten und einfache Stücke des gregorianischen Gesangs für die Gemeinde üblich. Die von Chor oder Gemeinde laut gesungenen Texte spricht der Priester am Altar leise mit. Als „deutsches Hochamt“ wurde eine Missa cantata mit deutschsprachigen Gesängen der Gemeinde bezeichnet; diese paraphrasierten jedoch zumeist die Texte von Ordinarium und Proprium ohne wörtlichen, allenfalls mit assoziativem Bezug.
Viertens gibt es die Missa lecta, zuvor Missa privata genannt („Stillmesse“): Der Priester liest die Messtexte ohne Gesang, und zwar üblicherweise „still“ (= leise), zelebriert ohne Diakon und Subdiakon, aber mit wenigstens einem Ministranten. In den Klöstern war die Missa lecta üblich für die Messfeiern neben dem Konventamt, in den Pfarrgemeinden war sie bis zur Liturgiereform die vorgeschriebene Grundform („Ritus servandus“) und die gewöhnliche Form der Messfeier an Werktagen sowie an Sonntagen mit Ausnahme der Missa parochialis. Wenn – zumeist an Sonntagen und Festen – die Gemeinde deutsche Messlieder sang, sprach man von der „deutschen Singmesse“. Die Messlieder überdeckten in der Regel auch wesentliche Teile der vom Priester lateinisch gesprochenen Liturgie wie die Orationen, die Epistel, Präfation und Pater noster; lediglich bei der Wandlung herrschte Stille.
Fünftens gibt es die Missa dialogata („dialogisierte Messe“, auch „Chormesse“ genannt), eine in der liturgischen Bewegung des 20. Jahrhunderts entstandene Sonderform der Missa lecta, um sie als Gemeinschaftsmesse zu gestalten: Alles, was im Hochamt der Chor singt und die Messdiener respondieren, wird in der Missa dialogata von den Teilnehmern gemeinsam gesprochen oder gesungen. Der Priester spricht eine begrenzte Anzahl von Messtexten laut lateinisch. Es wirkt kein Diakon oder Subdiakon mit, in der Regel dienen zwei Ministranten am Altar. Häufig trägt ein sogenannter Vorbeter die Orationen (Tages-, Gaben- und Schlussgebet) und die Schriftlesungen (Epistel, Evangelium) laut in der Landessprache vor, während der Priester sie gleichzeitig am Altar still lateinisch rezitiert. Die einheitliche deutsche Textgrundlage für die gemeinsam zu sprechenden Teile der heiligen Messe war 1928 von einem Arbeitskreis erarbeitet worden, der sich auf private Initiative des Kölner Pfarrers Joseph Könn in dessen Pfarrhaus an St. Aposteln traf.
Nach der Art der Verpflichtung oder des Anlasses ihrer Feier gibt es:
- die Missa defunctorum (Totenmesse, Requiemsmesse): Votivmesse für Verstorbene (gefeiert als Missa pontificalis, solemnis, cantata oder privata)
- die Missa conventualis: Konventsamt einer klösterlichen oder weltgeistlichen Gemeinschaft mit Verpflichtung zum feierlichen Chorgebet (in der Regel eine Missa solemnis)
- die Missa capitularis (Kapitelsamt)
- die Missa parochialis: eine Missa cantata, die der Pfarrer an allen Sonn- und Feiertagen für seine Gemeinde feiern muss

## Übersicht über die Leseordnung nach dem Kirchenjahr
Maßgeblich für die „tridentinische“ Leseordnung ist das Römische Messbuch (Editio Typica 1962), in dem die einzelnen Perikopen, aufgeteilt in das Proprium de Tempore, die zeitlich von Ostern abhängigen Sonntage und Feste, und das Proprium/Commune Sanctorum, die unbeweglichen Heiligenfeste, aufgeführt sind. Es gibt keine Lesejahre, die Schrifttexte des jeweiligen Tages wechseln also nicht von Jahr zu Jahr, sondern es werden in jedem Jahr dieselben Perikopen gelesen.
Die Sonntage und die Feste haben entweder eine Lectio (Lesung außerhalb der Apostelbriefe) oder eine Epistel (Lesung aus den Apostelbriefen) und das Evangelium (also zwei Perikopen, mit Ausnahme des Karfreitags). An den Wochentagen ohne Eigentexte werden die Texte des vorherigen Sonntags gelesen.
| Sonntag/Fest                               | Introitus       | Lectio/Epistel                                                                       | Evangelium   |
| ------------------------------------------ | --------------- | ------------------------------------------------------------------------------------ | ------------ |
| 1. Adventssonntag                          | Ps 24,1–3       | Röm 13,11–14                                                                         | Lk 21,25–33  |
| 2. Adventssonntag                          | Jes 30,30       | Röm 15,4–13                                                                          | Mt 11,2–10   |
| 3. Adventssonntag                          | Phil 4,4–6      | Phil 4,4–7                                                                           | Joh 1,19–28  |
| Quatembermittwoch im Advent                | Jes 45,8        | Jes 2,2–5 Jes 7,10–15                                                                | Lk 1,26–38   |
| Quatemberfreitag im Advent                 | Ps 118,151–152  | Jes 11,1–5                                                                           | Lk 1,39–47   |
| Quatembersamstag im Advent                 | Ps 79,4.2       | Jes 19,20–22 (Jes 35,1–7 ) (Jes 40,9–11 ) (Jes 45,1–8 ) (Dan 3,47–51 ) 2 Thess 2,1–8 | Lk 3,1–6     |
| 4. Adventssonntag                          | Jes 45,8        | 1 Kor 4,1–5                                                                          | Lk 3,1–6     |
| Vigil von Weihnachten (24.12.)             | Ex 16,6–7       | Röm 1,1–6                                                                            | Mt 1,18–21   |
| Weihnachten (25.12.) – Erste Messe         | Ps 2,7          | Tit 2,11–15                                                                          | Lk 2,1–14    |
| Weihnachten (25.12.) – Zweite Messe        | Jes 9,2.6       | Tit 3,4–7                                                                            | Lk 2,15–20   |
| Weihnachten (25.12.) – Dritte Messe        | Jes 9,6         | Hebr 1,1–12                                                                          | Joh 1,1–14   |
| Sonntag in der Weihnachtsoktav             | Weish 18,14–15  | Gal 4,1–7                                                                            | Lk 2,33–40   |
| Wochentage in der Weihnachtsoktav          | Jes 9,6         | Tit 3,4–7                                                                            | Lk 2,15–20   |
| Hl. Stephanus, Erzmartyrer (26.12.)        | Ps 118,23.86.23 | Apg 6,8–10 ; 7,54–59                                                                 | Mt 23,34–39  |
| Hl. Johannes, Apostel, Evangelist (27.12.) | Sir 15,5        | Sir 15,1–6                                                                           | Joh 21,19–24 |
| Hll. Unschuldige Kinder, Martyrer (28.12.) | Ps 8,3          | Offb 14,1–5                                                                          | Mt 2,13–18   |
| Oktavtag von Weihnachten (01.01.)          | Jes 9,6         | Tit 3,4–7                                                                            | Lk 2,21      |